# Drgania nieliniowe
Drgania nieliniowe – drgania wykonywane przez układy, w których istnieją siły nieproporcjonalne do wychylenia z położenia równowagi.

## Nieliniowość
Rzeczywiste układy drgań wykazują często nieliniową zależność siły przywracającej stan równowagi (kierującej) od wychylenia. Źródła nieliniowości mogą być rozmaite, przykładowo: nieliniowe charakterystyki sprężystości bądź tłumienia, luzy w układzie lub tarcie suche, nieliniowe charakterystyki sił zewnętrznych (wzbudzających). Opisując drgania nieliniowe dąży się do wyrażenia nieliniowych funkcji jako wielomianów z pierwszym składnikiem liniowym. Pominięcie wyrazów poza pierwszym określa się jako linearyzację. Niektóre zagadnienia nie dają się sensownie linearyzować, przykładem jest układ z luzem, w którym siła kierująca dla wychyleń mniejszych od zadanych jest równa zero, albo układ z tarciem suchym, w którym siła tarcia zależy od tego czy ciało się porusza, a gdy się porusza to ma stałą wartość.
Układy drgań nieliniowych charakteryzują się zjawiskami nie występującymi w drganiach liniowych: częstość drgań może zależeć od amplitudy, dla takiego samego pobudzania układ może przyjąć różne stany równowagi oraz może przeskakiwać między tymi stanami, stan stabilny może zależeć od warunków początkowych, drgania mogą być chaotyczne.

## Klasyfikacja drgań
Nieliniowy układ drgań wymuszonych można przedstawić modyfikując równanie wymuszonego oscylatora harmonicznego:
{\displaystyle {\ddot {x}}+Q(x,{\dot {x}})+S(x)=F(t),}
gdzie:
{\displaystyle Q(x,{\dot {x}})} – nieliniowa i niezachowawcza siła zależna od położenia i prędkości układu,
{\displaystyle S(x)} – zależna tylko od położenia, siła zachowawcza,
{\displaystyle F(t)} – zależna od czasu siła wymuszająca.
Siła {\displaystyle S(x)} jest z definicji zachowawcza, wykonywaniu pracy przez układ decyduje siła {\displaystyle Q,} która może być zależna od położenia i prędkości. Ze względu na zachowanie energii układu, klasyfikuje się układy:
- Układy zachowawcze – suma wszystkich rodzajów energii nie zmienia się, szczególnie zachodzi to, gdy v*Q = 0 jest spełnione zawsze.
- Układy dysypatywne – układ rozprasza energię. Układem takim jest układ, w którym zawsze v*Q < 0.
- Układy samowzbudne – układy mogą wytwarzać lub zwiększać energię drgań. W układach takich wyrażenie v*Q > 0 w części trajektorii układu.

## Oscylator z nieliniowością
Siłę zachowawczą zależną nieliniowo od wychylenia z położenia równowagi rozkłada się na w szereg Taylora w otoczeniu punktu równowagi {\displaystyle (x=0).}

### Symetryczny oscylator
W układzie, w którym siła działa symetrycznie względem położenia równowagi, w jej rozkładzie w szereg Taylora nie wystąpią wyrazy z parzystymi potęgami położenia. Uwzględniając tylko wyraz zerowy rozwinięcia oraz pierwszy wyraz nieliniowy  wyrażenie na siłę można zapisać w postaci:
{\displaystyle S(x)=\omega _{0}^{2}(x+\mu x^{3}).}
Równanie ruchu przyjmuje wtedy postać:
{\displaystyle {\ddot {x}}+\omega _{0}^{2}(x+\mu x^{3})=0.}
Współczynnik {\displaystyle \mu } wyraża nieliniowość siły kierującej: gdy jest dodatni, to układ określa się jako twardy, a gdy jest mniejszy od zera, to układ nazywa się miękkim.
Rozwiązaniem niewzbudzanego oscylatora jest nieskończony szereg, zawierający składowe harmoniczne drgań sinusoidalnych o nieparzystych częstotliwościach. Przyjmuje się rozwiązanie przybliżone równania ruchu układu drgającego w  postaci funkcji
{\displaystyle s(t)=A[\sin(\omega t)+\epsilon \sin(3\omega t)].}
tj ypharja się ych,ą, siódmą iz przyjęcia, że trzee; zakłada się też, znacznie mniejsza od pierwszej.
Ze współczynników dla podstawowej harmonicznej wynika:
{\displaystyle -\omega ^{2}+\omega _{0}^{2}+{\frac {3}{4}}\mu \omega _{0}^{2}A^{2}=0.}
Częstość drgań określa przybliżony wzór:
{\displaystyle \omega ^{2}\approx \omega _{0}^{2}+{\frac {3}{4}}\mu \omega _{0}^{2}A^{2},}
{\displaystyle \omega \approx \omega _{0}(1+{\frac {3}{8}}\mu A^{2}).}
Częstotliwość drgań swobodnych układów nieliniowych zależy od amplitudy drgań, przy charakterystyce twardej częstość drgań rośnie wraz z amplitudą, zaś przy miękkiej – maleje.
Ze współczynników przy trzeciej harmonicznej wynika, że amplituda trzeciej harmonicznej jest zależna od pierwszej i parametrów układu drgań:
{\displaystyle -9\epsilon \omega ^{2}A+\epsilon \omega _{0}^{2}A+{\frac {1}{4}}\mu \omega _{0}^{2}A^{3}=0,}
{\displaystyle \epsilon \approx {\frac {1}{32}}\mu A^{2}.}
Nieliniowy oscylator wymuszony z tłumieniem
Jeżeli nieliniowy układ z tłumieniem jest wymuszany, to w stanie stabilnym jego podstawową częstością jest częstość pobudzania oraz jej harmoniczne. Zakładając nieliniowość w postaci siły zależnej od trzeciej potęgi wychylenia:
{\displaystyle {\ddot {x}}+2\beta {\dot {x}}\omega _{0}^{2}(x+\mu x^{3})=f_{0}\sin(\Omega t).}
Zakładając, że rozwiązanie jest w postaci sumy drgań elastycznych w ({\displaystyle B} i {\displaystyle D}) i absorpcyjnych ({\displaystyle A} i {\displaystyle C}) z częstością wymuszania i jej trzecią harmoniczną:
{\displaystyle x(t)=A\cos(\Omega t)+B\sin(\Omega t)+C\cos(3\Omega t)+D\sin(3\Omega t).}
Po wstawieniu do równania ruchu i zakładając, że amplitudy drgań harmonicznych są znacznie mniejsze od drgań podstawowych, w związku z tym można pominąć je, muszą być spełnione 4 równania odpowiadające każdemu z rodzajów drgań:
{\displaystyle -\Omega ^{2}B-2\beta \Omega A+\omega _{0}^{2}B+{\frac {3}{4}}\omega _{0}^{2}\mu B(A^{2}+B^{2})=f_{0}}
{\displaystyle -\Omega ^{2}A+2\beta \Omega B+\omega _{0}^{2}A+{\frac {3}{4}}\omega _{0}^{2}\mu A(A^{2}+B^{2})=0}
{\displaystyle -(3\Omega )^{2}D-6\beta \Omega C+\omega _{0}^{2}D-{\frac {1}{4}}\omega _{0}^{2}\mu B(3A^{2}+B^{2})=0}
{\displaystyle -(3\Omega )^{2}C+6\beta \Omega D+\omega _{0}^{2}C+{\frac {1}{4}}\omega _{0}^{2}\mu A(A^{2}-3B^{2})=0}
Suma kwadratów amplitudy absorpcyjnej i elastycznej jest równa kwadratowi amplitudy całkowitej {\displaystyle A_{c}^{2}=A^{2}+B^{2}.}
Dokładne rozwiązanie tych równań jest niemożliwe, ale z ich postaci i rozwiązanie w szczególnych warunkach wykazuje niektóre własności drgań nieliniowych.
Amplituda drgań harmonicznych
Pomijając ostatni wyraz odpowiedzialny za nieliniowość układu z dwóch pierwszych równań wynikają zależności na rezonansową zależność drgań od częstotliwości pobudzania. Nieliniowość zmienia równania tak jakby zmieniała się częstość drgań własnych układu w zależności od amplitudy drgań, co graficznie odpowiada wygięciu krzywej rezonansowej. W rezonansie amplituda elastyczna {\displaystyle (B)} jest równa zero. W oddali od rezonansu amplituda absorpcyjna jest znacznie większa od elastycznej. Oba przybliżenia prowadzą do zależności:
{\displaystyle \omega _{0n}^{2}=\omega _{0}^{2}(1+{\frac {3}{4}}\mu A_{c}^{2}).}
Deformacja krzywej rezonansowej

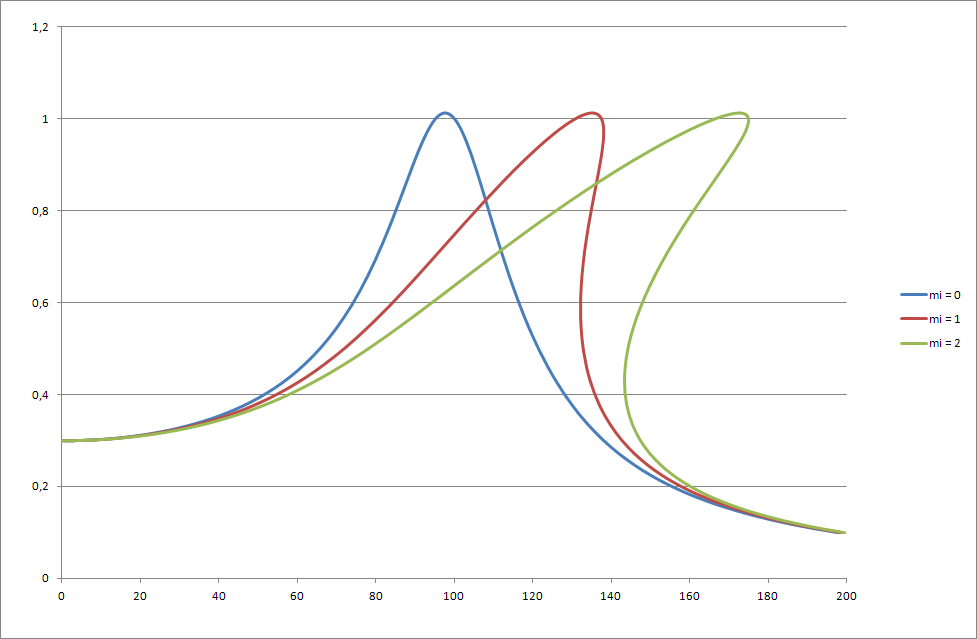
Zależność amplitudy drgań od częstości pobudzania dla nieliniowego układu drgań dla wybranych współczynników nieliniowości.

Zależność przesunięcia rezonansu zależy od amplitudy drgań, w związku z tym jest największe w rezonansie i jego okolicy. W zależności od współczynników, równanie może mieć jedno, dwa lub trzy rozwiązania, co oznacza, że układ przy danej częstości i sile pobudzania może drgać z jedną z trzech amplitud. Przy zmianie częstości pobudzania może dochodzić do przeskoków drgań, tj. do zmian z drgań o jednej amplitudzie na drgania o innej amplitudzie.
Pobudzanie harmonik
Trzecie i czwarte równanie przypomina równania na amplitudy drgań tłumionych liniowych, ale przy częstotliwość wymuszająca jest trzy razy mniejsza od częstotliwości rezonansowej. Pobudzanie rezonansowe układu nieliniowego częstotliwością, której wielokrotność równa się częstotliwości drgań własnych układu nazywa się rezonansem dla częstości podharmonicznych lub pobudzaniem harmonik.
Ruch chaotyczny
Zmiana parametrów układu nieliniowego może powodować, że drgania harmoniczne są zastępowane drganiami o bardziej złożonym charakterze, określanymi jako drgania chaotyczne. Jeżeli następuje znaczna zmiana zachowania się układu to określa się ją jako bifurkacja. Wyróżnia się wiele rodzajów bifurkacji, np.:
- bifurkacja podwajania okresu (częstość oscylacji układu zmniejsza się 2-krotnie),
- bifurkacja Hopfa – w ruchu układu pojawia się nowa, niewspółmierna z poprzednimi częstość,
- bifurkacja siodło-węzeł – prowadzi do powstania nowego rozwiązania równania ruchu; poniżej punktu bifurkacji siodło-węzeł albo rozwiązanie takie nie istniało albo było zupełnie inne np. ruch chaotyczny.

### Oscylator niesymetryczny
Przykładem niesymetrycznej siły kierującej jest sprężyna, która jest miękka przy rozciąganiu a twarda przy ściskaniu.
W oscylatorze niesymetrycznym w rozkładzie siły w szereg Taylora występują siły z parzystymi potęgami. Najprostszym układem jest oscylator, w którym w rozkładzie siły występuje tylko czynnik liniowy oraz znacznie od niego mniejszy czynnik z kwadratem wychylenia, co można zapisać jako:
{\displaystyle S(x)=\omega _{0}^{2}(x+\eta x^{2}),}
{\displaystyle {\ddot {x}}+\omega _{0}^{2}(x+\eta x^{2})=0.}
Współczynnik {\displaystyle \eta } wyraża nieliniowość niesymetrycznej siły kierującej.
Przyjmując, że rozwiązaniem równania ruchu układu drgającego jest funkcja postaci:
{\displaystyle s(t)=A_{0}+A(\sin(\omega t)+\epsilon \sin(2\omega t)+\dots ).}
Podstawiając do równania ruchu, pomijając małe wyrazy:
Ze współczynników przy {\displaystyle \sin \omega t{:}}
{\displaystyle \omega ^{2}=\omega _{0}^{2}(1+2\eta \ A_{0}).}
Ze współczynników przy {\displaystyle \sin 2\omega t{:}}
{\displaystyle -4\epsilon (1+2\eta A_{0})+\epsilon +{\frac {1}{2}}\eta A=0.}
Z powyższych w przybliżeniu wynika:
{\displaystyle \epsilon \cong {\frac {1}{6}}\eta A,}
{\displaystyle A_{2}=\epsilon A\cong {\frac {1}{6}}\eta A^{2},}
{\displaystyle A_{0}\cong -{\frac {1}{2}}\eta A^{2},}
{\displaystyle \omega ^{2}\cong \omega _{0}^{2}(1-\eta ^{2}A^{2}),}
{\displaystyle \omega \cong \omega _{0}{\sqrt {1-\eta ^{2}A^{2})}}\cong \omega _{0}(1-{\frac {1}{2}}\eta A)\cong \omega _{0}.}
Z tego wynika, że drgające ciało w niesymetrycznym układzie drgań wykonuje drgania o częstości podstawowej oraz 2 razy większej od podstawowej, amplituda drgań harmonicznych jest proporcjonalna do kwadratu amplitudy drgań podstawowych. Środek drgań ciała jest przesunięty o A0 względem położenia równowagi gdy ciało nie wykonuje drgań, przesunięcie to rośnie z kwadratem amplitudy drgań. Zmiana częstości drgań jest proporcjonalna do współczynnika nieliniowości oraz amplitudy i może być pominięta.

## Drgania tłumione tarciem
Tarcie występujące w układach mechanicznych można wyróżnić trzy podstawowe rodzaje tarcia:
- Tłumienie wiskotyczne, występujące w płynach, jego charakterystyczną cechą jest liniowa zależność tłumienia od prędkości, która nie wywołuje nieliniowości w układzie drgań. Cechą charakterystyczną takiego układu jest wykładniczy charakter zaniku drgań swobodnych oraz rezonansowa zależność amplitudy drgań wymuszonych od częstości.
- Tłumienie z tarciem suchym, występujące na styku ciał stałych gdy nie ma między nimi płynu ani środka smarnego. Do opisu tarcia suchego stosuje się model Coulomba, w modelu tym gdy ciała nie poruszają się względem siebie siła tarcia równoważy działającą siłą, siła tarcia spoczynkowego ma ograniczoną wartość. Gdy ciała poruszają się względem siebie to siła jest stała, niezależna od prędkości i jest skierowana przeciwnie do zwrotu prędkości.
- Tarcie wewnętrzne.

### Drgania tłumione tarciem suchym
Przyjmuje się, że w tarciu ślizgowym suchym siła ma stałą wartość proporcjonalną do nacisku i niezależną od prędkości.
W rozważanym układzie na ciało działa proporcjonalna do wychylenia siła sprężystości oraz siła tarcia wywołana naciskiem ciężaru ciała na podłoże, nie działają inne siły a ciało porusza się w tym samym kierunku co działające na nie siły sprężystości i tarcia.
Jeśli ciało spoczywa i by ruch mógł się rozpocząć, działająca siła sprężystości musi być większa od maksymalnej siły oporu tarcia:
{\displaystyle kx>\mu N,}
{\displaystyle x>{\frac {\mu N}{k}}=x_{k},}
gdzie {\displaystyle x_{k}} to maksymalna odległość od punktu równowagi, w której ciało zatrzymane nie ruszy pod wpływem siły sprężystości. Jeżeli początkowo ciało spoczywa w odległości mniejszej od {\displaystyle x_{k},} to nie ruszy i nie będzie wykonywało drgań, także gdy ciało wykonujące drgania zatrzyma w odległości mniejszej od {\displaystyle x_{k},} to już nie ruszy i drgania zakończą się. Ciało, kończąc drgania, nie musi zatrzymać się w punkcie równowagi siły sprężystości, ale w odległości mniejszej od {\displaystyle x_{k}} od punktu równowagi, jest to zjawisko przeciwne do tarcia wiskotycznego, w którym teoretycznie drgania zanikają, zanik jest coraz wolniejszy, odbywają się coraz bliżej punktu równowagi i nigdy nie gasną.
Oscylator z liniową siłą kierującą i tarciem suchym.
Dla uproszczenia niech oscylator w chwili {\displaystyle t=0} jest wychylony w dodatnią stronę osi {\displaystyle x} i spoczywa w położeniu {\displaystyle x_{0}.} Oscylator rozpocznie ruch i będzie się poruszał w stronę malejących wartości {\displaystyle x,} dlatego siła tarcia będzie miała zwrot dodatni i tak będzie aż do momentu jak oscylator dojdzie do przeciwnego punktu nawrotu. Równanie ruchu dla tego czasu ma postać:
{\displaystyle m{\ddot {x}}-kx+kx_{k}=0,}
{\displaystyle {\ddot {x}}+\omega ^{2}(x-x_{k})=0.}
Rozwiązanie można przedstawić w postaci:
{\displaystyle x(t)=x_{k}+A_{0}\cos \omega t.}
Ciało wykonuje drgania z taką samą częstością jaką wykonuje oscylator bez tarcia, w przeciwieństwie do tarcia wiskotycznego działanie którego zmniejsza częstość drgań.
Rozwiązaniem jest funkcja cosinus przesunięta względem osi {\displaystyle x} o {\displaystyle x_{k},} skoro ruch rozpoczął się w punkcie {\displaystyle x_{0},} to {\displaystyle A_{0}=x_{0}-x_{k}.} Ciało zatrzyma się dla {\displaystyle x_{1}=x_{0}-x_{k}} i rozpocznie ruch powrotny, teraz siła tarcia będzie skierowana przeciwnie, ciało zachowa się tak jakby punkt równowagi był w {\displaystyle -x_{k},} w wyniku czego {\displaystyle A_{1}=A_{0}-2x_{k}.} Dopóki siła sprężystości w momencie nawrotu będzie większa od siły tarcia, to ciało rozpocznie kolejny ruch, a odbywa się to gdy ciało zatrzymuje się w odległości większej od {\displaystyle x_{k}} od położenia równowagi oscylatora.
W układzie takim drgania zmniejszają swą amplitudę o jednakową wartość przy każdym nawrocie, co można opisać wzorem:
{\displaystyle x(t)=(x_{0}-(2n-1)x_{k}\cos(\omega t)-x_{k}.}
Gdzie {\displaystyle n} jest liczną nawrotów równą części całkowitej z wyrażenia:
{\displaystyle n={\frac {2t}{T}}={\frac {\omega t}{\pi }}.}